# Élections générales britanniques de 1826
Les élections générales britanniques de 1826 se sont déroulées du 7 juin au 12 juillet 1826. Ces élections sont remportées par le Parti tory.